# Zeppelin NT
Zeppelin NT ("Neue Technologie", »nova tehnologija«) je razred poltogih zračnih ladij nemškega podjetja Zeppelin Luftschifftechnik GmbH (ZLT). Kljub imenu cepelin, se razlikuje od klasičnih cepelinov, ki so bile toge zračne ladje (s trdno strukturo), je Zeppelin NT poltoga zračna ladja - strukturo drži vzgonski plin pod tlakom in deloma podporna struktura. Stari cepelini so bili napolnjeni z vodikom, NT pa s helijem. Nove ladje so tudi precej manjše.
Poganjajo jo trije batni letalski motorji Lycoming IO-360, vsak z 200 KM.
Zeppelin NT je dolga 75 metrov in ima prostornino 8.225 m3. Klasični cepelini so imeli prostornino 200.000 m3.

## Specifikacije
- posadka: 2
- kapaciteta: 12 potnikov ali 1900 kg (4188 lb) tovora
- dolžina: 75,00 m (246 ft 0¾ in)
- premer: 14,16 m (46 ft 5½ in)
- širina: 19,50 m (63 ft 11¾ in)
- višina: 17,40 m (57 ft 1 in)
- prostornina: 8255 m3 (290450 ft3)
- gros masa: 10690 kg (23567 lb)
- motorji: 3 × Textron Lycoming IO-360, 4-valjni protibatni motor, 149 kW (200 KM) vsak

- največja hitrost: 125 km/h (77 mph)
- potovalna hitrost: 115 km/h (71 mph)
- dolet: 900 km (559 milj)
- čas leta (avtonomija): 24 ur
- višina leta (servisna): 2600 m (8530 ft)